# Mercanti di uomini
Mercanti di uomini (Border Incident) è un film del 1949 diretto da Anthony Mann.

## Trama
Lungo l'All-American Canal, il canale artificiale posto al confine tra California e Messico, i braccianti messicani, i "braceros", aspettano di attraversare il confine come fanno ogni giorno. La maggior parte di loro entra legalmente negli Stati Uniti ma un buon numero attraversa il confine illegalmente, cadendo vittime di ladri e assassini che tendono loro delle imboscate. Per tentare di stroncare questo traffico clandestino e disumano di disperati, le polizie di Messico e Stati Uniti decidono un'azione comune: un agente messicano, di nome Pablo Rodriguez (Ricardo Montalban), si infiltrerà tra i braccianti che tentano di entrare illegalmente negli U.S.A. mentre Jack Bearnes (George Murphy), un suo collega americano, avrà il compito di seguirlo e scoprire chi sono i membri dell'organizzazione con cui Pablo entrerà in contatto. Ben presto Rodriguez incontra Juan Garcia (James Mitchell), un contadino messicano, che lo mette in contatto con dei malviventi che, insieme agli altri "braceros", lo conducono al ranch di Owen Parkson (Howard da Silva), il vero capo del sistema criminale.
Pablo si guadagna la fiducia di Parkson, raccontandogli di essere un rapinatore inseguito dalla polizia. Così, Parkson accetta di farlo passare clandestinamente attraverso il confine facendolo viaggiare su un camion pieno di altri braccianti. Nel frattempo, però, Bearnes, che ha perso i contati con Pablo, ha continuato le indagini raccogliendo prove sufficienti sull'attivià criminale di Parkson il quale, allora, sospettando di lui lo fa catturare mentre un suo uomo, incaricato di ritirare 400 moduli per l'immigrazione che Parkson vuole utilizzare per introdurre illegalmente altrettanti messicani negli Stati Uniti, riesce a sfuggire ad una trappola tesagli dagli agenti federali. Scoperta, senza ombra di dubbio, la vera identità di Barnes, Parkson incarica Emboy (Charles McGraw), il suo braccio destro, di eliminare l'agente americano e, inoltre, ordina di far tornare indietro i "braceros", con l'intenzione di farli uccidere ed eliminare, così, ogni testimone dei suoi loschi traffici. Pablo, comprendendo le intenzioni dei malviventi, riesce a prendere il controllo del camion ma non a impedire che Barnes venga ucciso dallo spietato Emboy. L'agente messicano, quindi, alla guida del mezzo, raggiunge un telefono dal quale fornisce alla polizia tutte le informazioni utili riguardo Parkson e la sua banda ma viene, di lì a poco, catturato, insieme agli altri messicani, proprio da Emboy il quale, inoltre, destituisce Parkson, prendendo il comando dell'organizzazione. Successivamente, il camion con i "braceros" giunge nella Death Valley dove Emboy ha deciso di eliminarli facendoli affondare nelle sabbie mobili ma i messicani, avvertiti e sobillati da Pablo durante il viaggio, si ribellano ai criminali. Nello scontro a fuoco che ne segue Parkson, Emboy e molti dei loro uomini perdono la vita mentre i sopravvissuti vengono catturati dalle forze di polizie giunte sul posto perché avvisate da Pablo.